# Brazdasti kit
Brazdasti kit (znanstveno ime Balaenoptera physalus) je vrsta kita iz družine brazdastih kitov, razširjena po vseh svetovnih oceanih. V dolžino zraste okrog 25 metrov in doseže približno 75 ton telesne mase, s čimer je za bližnjim sorodnikom, sinjim kitom, druga največja žival na Zemlji. Prepoznaven je po vitkem telesu elegantnih linij, modrikasto sive barve s svetlejšo trebušno stranjo, zaradi česar je dobil vzdevek »morski hrt« (angleško Greyhound of the sea).

## Opis
Brazdasti kit je zelo podoben sinjemu, s katerim se občasno tudi križa. Ima bolj koničasto glavo (gledano od zgoraj), z grebenom vzdolž zgornje čeljustnice, ki se zaključi pri nosni odprtini. Njena obarvanost je nesimetrična: spodnja čeljustnica je na levi strani temna, na desni pa skoraj bela, kar je prepoznavna značilnost brazdastega kita. Tudi prsni plavuti sta ozki in zašiljeni. Hrbtna plavut je podobna srpu, razmeroma visoka in izrašča bolj proti bazi repa kot pri sinjemu kitu, repna plavut pa je široka, približno trikotne oblike z gladkim zadnjim robom in opazno zarezo v sredini. Na vsaki strani gobca je 260–480 plošč z vosmi, s katerimi filtrirajo hrano iz vode.
Največji preučen osebek je meril 25,9 m v dolžino, obstajajo pa poročila o 27 m dolgih primerkih, ki bi po oceni tehtali do 120 ton. Brazdasti kiti na južni polobli zrastejo večji od tistih na severni in samice do desetino večje od samcev.
Prehranjujejo se v glavnem s krilom, pa tudi z manjšimi ribami in lignji v jatah, ki jih lovijo s sunkovitim požiranjem.

## Razširjenost in ogroženost
Opaziti jih je možno v vseh svetovnih oceanih, le v tropska morja redko zaidejo. Njihova razširjenost, migracijske poti in populacijska struktura so slabo poznane in verjetno kompleksne. Pogosteje kot ostali vosati kiti se zbirajo v manjše skupine, v bogatih lovnih območjih severnega Atlantika pa jih je možno opazovati tudi v večjih jatah skupaj z nekaterimi drugimi kiti. Vsakih nekaj let zaide kak osebek tudi v slovenske vode na skrajnem severu Jadranskega morja. Leta 2003 so v Piranskem zalivu odkrili poginulo mlado samico, iz katere so pridobili okostje, zdaj razstavljeno v Prirodoslovnem muzeju Slovenije. Primerek, ljubkovalno poimenovan Leonora, je največji eksponat muzeja.
Vrsto je, tako kot ostale vosate kite, močno prizadela uvedba mehaniziranega kitolova v drugi polovici 19. stoletja. Ko je v prvi polovici 20. stoletja zmanjkalo sinjih kitov, so kitolovci začeli intenzivno loviti brazdaste in jih odlovili okrog tričetrt milijona. Po prepovedi komercialnega kitolova v 1960. letih se številčnost spet povečuje, zdaj naj bi jih bilo več kot 100.000, a še vedno bistveno manj kot v začetku 20. stoletja.